# Света Цецилия
Вижте пояснителната страница за други личности с името Цецилия.
Света Цецилия (на латински: Sancta Caecilia) e свещена римска дева-мъченица от III век. В католическата църква от 16 век тя е покровителка на църковната музика. От XIV век тя обикновено се изобразява с малък орган в ръце. Друг иконографски атрибут е розата. Името на света Цецилия се споменава в Първата евхаристийна молитва на светата литургия от латинския обред на Римокатолическата църква.

## Биография
Света Цецилия е родена в знатно римско семейство и в младостта си е придобила християнска духовна мъдрост. Следователно смисълът на нейния живот е да служи на бедните и желанието да остане в чистота и целомъдрие до смъртта си. Времето идва и родителите решават да оженят дъщеря си за знатния езичник Валериан. Момичето не спори с родителите си и се моли само за Божията помощ. Тя не само успява да разубеди младоженеца от брачния живот, но и да приеме християнството. По-късно братът на Валериан Тивурций също приема християнството. Младите хора помагат по всякакъв начин на бедните и имуществото им бързо се разпръсва из целия Рим.

## Мощи
Християните погребали тялото на св. Цецилия в римските катакомби и се молели пред тях векове наред. През 9 век папа Пасхал I тържествено пренася мощите на светицата в катакомбата на Претекстата и ги поставя в църквата Св. Сесилия в Трастевере и решава да запази главата ѝ в манастира Санти Куатро Коронати. Докато през 1599 г. мощите са отворени и главата е заедно с тялото. Присъстващите при отварянето на мощите свидетелстват за тяхното покваряване, след което мощите са положени под трона на светицата в Трастевере.
Огромният витраж на „Св. Сесилия“ украсява фоайето на Голямата зала на Московската консерватория. Стъкленият лист, направен през 1901 г. във витражната работилница на Индустриалното общество на Северното стъкло, е унищожен по време на Великата отечествена война. През 2010 г. той е пресъздаден в петербургската работилница на В. Лебедев.